# Gróttasöngr

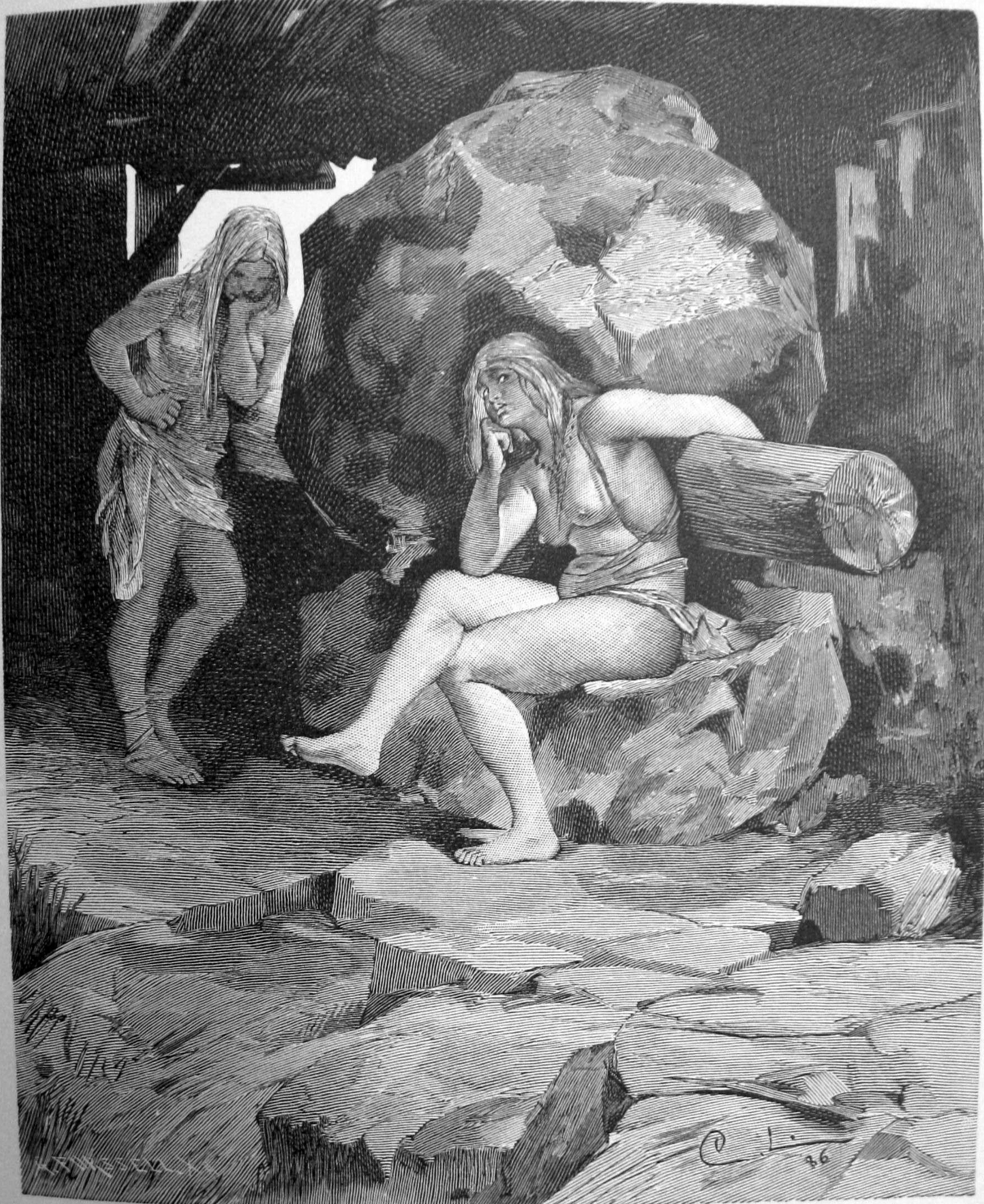
Gróttasöngr

La Gróttasöngr (« chanson de Grótti ») est un poème rattaché à l'Edda poétique, recueil de poèmes de la mythologie nordique. Cette chanson a été préservée dans plusieurs manuscrits datant d'après le Codex Regius, mais on suppose qu'elle a été composée à la fin du Xe siècle. Elle comporte un long texte d'introduction en prose suivi de 24 strophes et met en scène deux géantes esclaves, Fenja et Menja, se rebellant contre leur maitre.